# Boucle du Coton
Boucle du Coton was een Burkinese wielerwedstrijd. Het was na de Ronde van Burkina Faso de belangrijkste rittenkoers van het land en maakte van 2005 tot en met 2008 deel uit van de UCI Africa Tour. De wedstrijd werd ieder jaar in mei georganiseerd.

## Lijst van winnaars

### Meervoudige winnaars
| Overwinningen | Renner             | Land         | Jaren      |
| ------------- | ------------------ | ------------ | ---------- |
| 2             | Gweswende Sawadogo | Burkina Faso | 2005, 2008 |

### Overwinningen per land
| Overwinningen | Land         |
| ------------- | ------------ |
| 7             | Burkina Faso |